# 唐军 (1977年)
唐军（1977年4月—），女性，湖南祁阳人，长沙铁道学院毕业，中华人民共和国政治人物，原中国共产党新田县委员会书记。

## 生平
1977年4月，唐军出生在湖南省祁阳县（今祁阳市）。1994年，唐军考入长沙铁道学院电系供热通风与空调工程专业，期间，她于1998年6月加入中国共产党。
1998年大学毕业后进入永州市芝山区邮亭圩镇综合办出任秘书，次年12月出任邮亭圩镇政府团委书记、宣传部长，2001年10月转任芝山区凼底乡党委书记，次年3月兼任共青团永州市委副书记、党组成员。2007年7月升任共青团永州市委书记、党组书记。2010年1月调任中共永州市江永县委副书记。2012年3月调任中共新田县委副书记、新田县人民政府县长候选人，5月正式当选为新田县人民政府县长，2014年1月升任中共新田县委书记。
2021年5月，唐军调任中共永州市委副秘书长。

### 落马
2021年9月，唐军涉嫌严重违纪违法，主动投案，接受湖南省纪委监委纪律审查和监察调查。2021年12月6日，唐军遭到开除党籍开除公职（双开）处分。
唐军出任中共新田县委书记时的新田县人民代表大会常务委员会主任欧阳涛在2021年4月落马，10月遭到开除党籍开除公职双开处分。而在她之前担任新田县党委书记的龚新智则于2015年6月24日被永州市纪委立案审查，并最终被永州市中级人民法院判处有期徒刑10年。